# Robert Šenkýř
Robert Šenkýř, né le 5 janvier 1974 à Brno, est un pilote de courses de côte et sur circuits tchèque.

## Biographie
Ce coureur commence le sport automobile en 1993.
Il concourt en championnat continental de la montagne avec deux marques de voitures de série: Škoda ( Favorit, Felicia et Octavia, entre 1994 et 1998, puis BMW (type M3 GTR) durant près de 10 ans).
Il a ainsi pu glâner une quinzaine de victoires en Groupe A européen de 2002 à 2004.
En 2005 il réoriente sa carrière vers les courses d'endurance, puis devient champion de république tchèque des circuits en catégorie D4 (<3.5L.) en 2008 et 2010, puis en 2011 en Slovaquie, avec sa propre écurie Šenkýř Motorsport (sur BMW M3 GTR).

## Palmarès

### Titres
- Double Champion d'Europe de la montagne (EMC) de catégorie I, en 2003 et 2004 sur BMW M3 (du groupe A);
- Champion de république tchèque de la montagne du Groupe A, en 2002 et 2003;
- Champion de zone centre FIA de la montagne du Groupe A, en 1996, 1997 et 1999;
  - 2e du groupe A en championnat d'Europe de la montagne, en 2001;
  - Vice-champion de zone centre FIA de la montagne du Groupe A, en 1998;
  - Vice-champion de république tchèque de la montagne du Groupe A, en 2001;
  - 3e du championnat d'Europe de la montagne cat.I, en 2002;
  - 3e de zone centre FIA de la montagne du Groupe A, en 1995;

### Victoires en EMC (Groupe A)
- Rechberg (2002 et 2003)
- Al Fito (2002, 2003, 2004)
- Sterbeck (2002)
- Rieti (2002, 2003)
- Turckheim (2002)
- Serra da Estrela (2003 et 2004)
- Vallecamonica (2003)
- Baba (2003)
- St-Ursanne (2003)
- Trier (2004)